# Tribeca

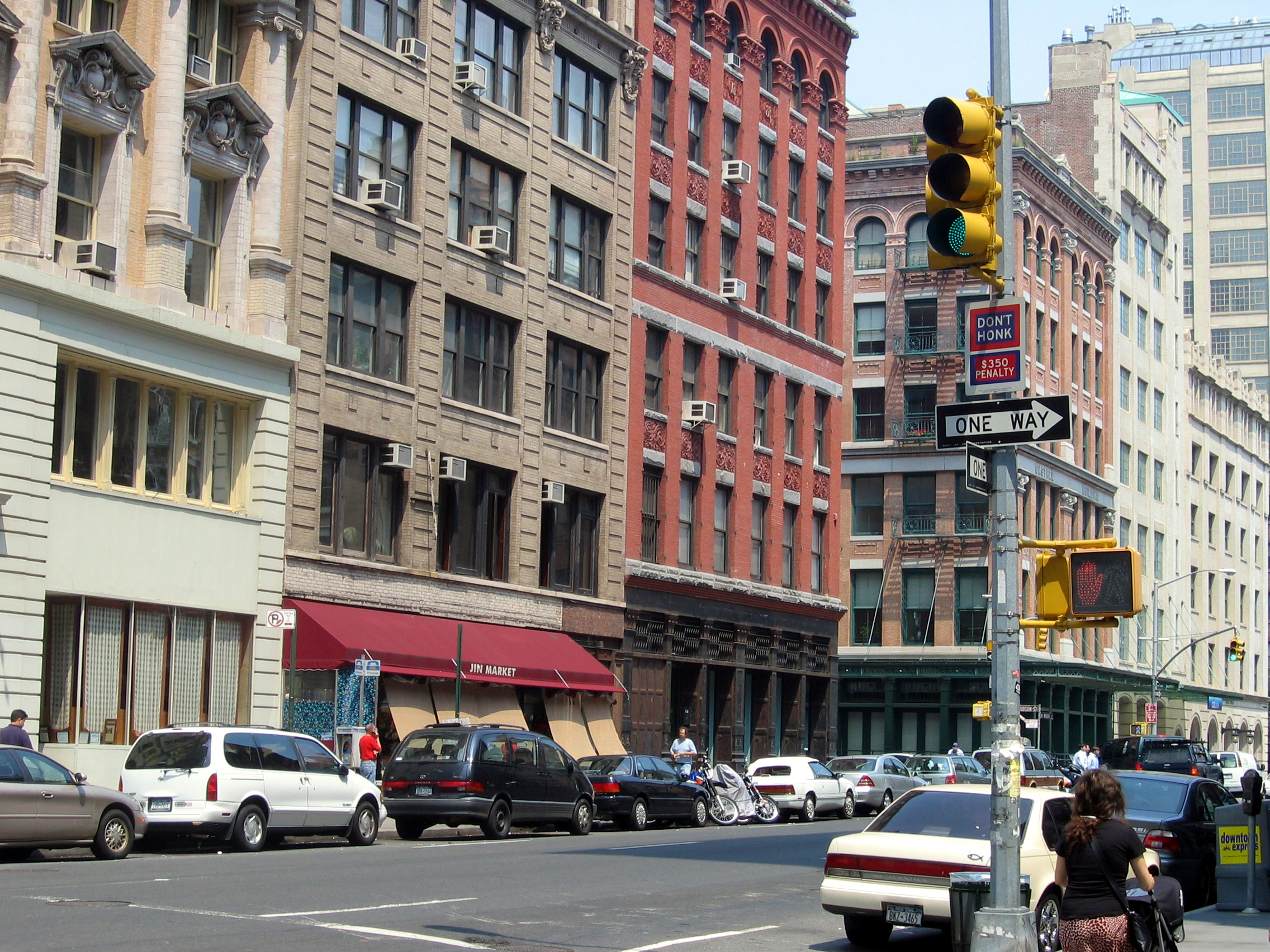
Vedere a străzii Hudson în TriBeCa.

TriBeCa este un cartier în sudul Manhattan-ului, New York. Numele reprezintă o prescurtare silabică a formulei "Triangle Below Canal Street", ceea ce îl situeaza la sud de strada Canal, între Broadway spre est si râul Hudson spre vest.